# Spidsskarp
Spidsskarp er ammunition type der bliver benyttet til skydevåben i alle størrelser, hvor projektilets kappe er ført helt frem til spidsen. Dette reducerer projektilets tendens til at splintres ved anslag.
Denne type ammunition benyttes for det meste til militære rifler, da den er uforsvarlig at bruge til jagt, som følge af manglende ekspansion eller anslagsenergi, som ofte gør, at dyret ikke falder, når det rammes.
| Våben | Spire Denne artikel om våben er en spire som bør udbygges. Du er velkommen til at hjælpe Wikipedia ved at udvide den. |